# ユニ・チャームプロダクツ
ユニ・チャームプロダクツ株式会社は、紙おむつや生理用品等の製造を行うユニ・チャームの生産子会社。

## 主要事業所
- 本社 - 愛媛県四国中央市金生町下分130番地
- 本社事務所 - 香川県観音寺市豊浜町和田浜1496-1
- 福島工場 - 福島県東白川郡棚倉金沢内26-1
- 静岡工場 - 静岡県掛川市篠場5-6
- 四国工場
  - 中央製造所 - 香川県観音寺市豊浜町和田浜1496-1
  - 豊浜製造所 - 香川県観音寺市豊浜町和田浜1531-16
- 九州工場 - 福岡県京都郡苅田町新松山一丁目1番

## 沿革
- 2002年

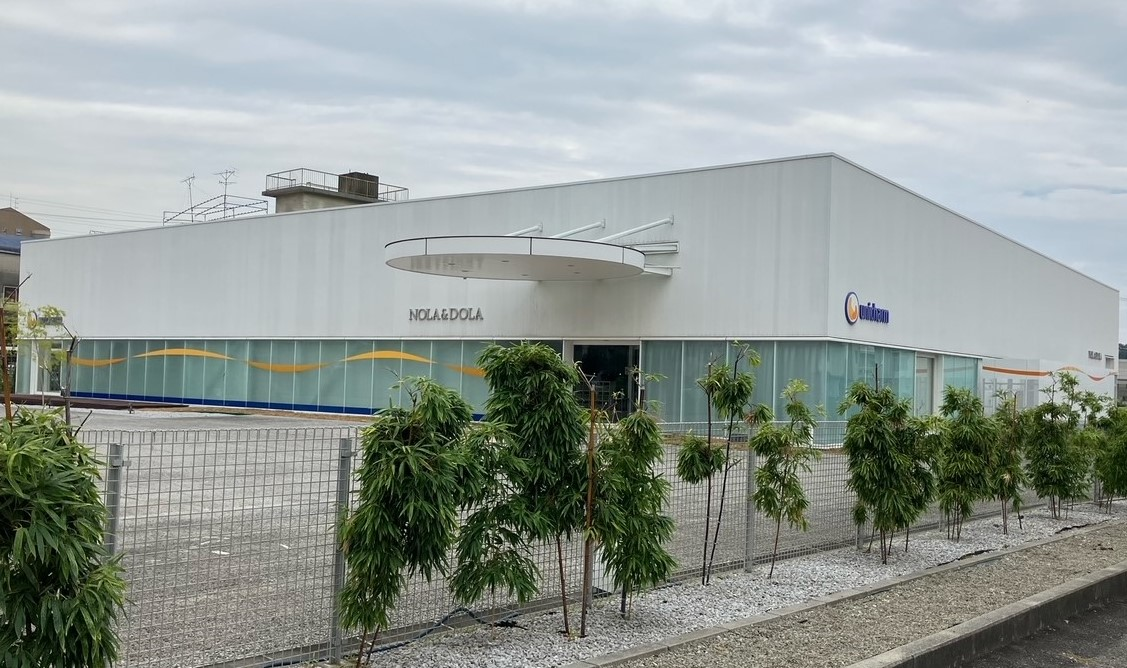
ユニ・チャーム共振館（金生製造所跡地）

  - 1月 - チャーム工業を存続会社としてユニ・チャーム東日本とユニ・チャーム中日本を吸収合併し、「ユニ・チャームプロダクツ株式会社」に社名変更。
  - 10月 - 土居製造所を豊浜製造所第1製造として移転。
- 2005年10月 - 金生製造所、再稼動。
- 2006年
  - 6月 - ミュウプロダクツの株式65％を資生堂子会社のエフティ資生堂より譲受[2]。
  - 9月 - 豊浜製造所第2製造を開設。
- 2007年3月 - 川之江製造所を豊浜製造所第2製造へ移転。
- 2010年5月 - 金生製造所を閉鎖。
- 2011年2月 - 金生製造所跡地にユニ・チャーム発祥の地としてユニ・チャーム共振館設立。
- 2012年 - ミュウプロダクツを清算（生理用ナプキンの生産はユニ･チャームプロダクツの工場へ移管）[3]。
- 2017年1月 - 豊浜製造所第1製造をユニ・チャーム国光ノンウーヴンへ移管。
- 2019年3月 - 九州工場を開設。
- 2022年12月 - 大野原製造所を閉鎖。